# بريوم أنيق
بريوم أنيق (الاسم العلمي:Bryum elegans) هي نوع من النباتات يتبع جنس البريوم من الفصيلة البريوية.